# Новоселица (станция)
Новоселица — железнодорожная станция Ивано-Франковской дирекции Львовской железной дороги на линии Черновцы-Северная — Ларга между разъездом Магала (отстоит на 22 км) и станцией Мамалыга (отстоит на 23 км).
Расположена в городе Новоселица Черновицкой области.

## История
Станция была открыта в 1893 году. До 1918 года станция была пограничной: прямо по территории Новоселицы проходила государственная граница между Российской Империей и Австро-Венгрией, каковой являлся проток реки Рокитна, деливший городок на австрийскую и российскую части (ныне этот поток называется река Старая граница), а у впадения протока в реку Прут находился тройной стык границ Российской Империи, Австро-Венгрии и Румынии. Станция находилась на российской стороне и являлась стыковочным пунктом российских железных дорог, с шириной колеи 1524 мм, и австро-венгерских, с шириной колеи 1435 мм.
В 1904 году на станции Новоселица было впервые введено в действие приспособление для «бесперегрузочной передачи вагонов» с российской колеи на австрийскую и обратно. Руководил этим процессом молдавский железнодорожный инженер, начальник станции Николай Иванович Кодрян. Он отмечал, что «нововведение это имеет большую будущность в смысле развития торговых сношений между Россией, Австрией и Германией и другими европейскими государствами». Для ознакомления с техническим новшеством на бессарабскую станцию поспешили приехать представители торговых фирм Австро-Венгрии, Германии и Румынии. Таким образом, проблема передачи пассажиров и грузов при переходе с колеи 1524 мм (ныне 1520) на колею 1435 мм, актуальная и сегодня, была впервые разрешена на станции Новоселица российским инженером железнодорожником молдавского происхождения.
Существующее здание станционного вокзала, в русском стиле, было построено в 1905 году. Оно представляет из себя одноэтажное здание с орнаментальной кирпичной кладкой, украшенное пилястрами с замысловатой вязью. Арочные окна обрамлены каменным узором. Угловые контрфорсы прямоугольных объемов увенчаны башенками с шатровыми завершениями. Вокзал является памятником архитектуры местного значения.
Поскольку город Новоселица и, соответственно, станция несколько раз меняли свою государственную принадлежность, то город и станция меняли свое название, а станционные пути и прилегающие перегоны перешивались. Так, после перехода Новоселицы в 1918 году под власть Румынии в период с 1921 по 1923 гг. пути были перешиты на европейская колею 1435 мм. Тогда же станция была переименована в Ноуа Сулица.
После присоединения Северной Буковины к СССР в 1940 году в соответствии с пакт Молотова — Риббентропа, в июле 1940 года городу и станции были возвращены первоначальные названия, также была осуществлена обратная перешивка на русскую колею 1524 мм. В августе 1941 года, после захвата Буковины  румынскими войсками, воевавшими на стороне Германии, и административного вхождения территории в состав Румынии, были возвращены румынские названия и ширина колеи 1435 мм. А после освобождения Красной армией и повторного вхождения территории в состав СССР с мая до конца 1944 года название «Новоселица» вернулось, пути снова были перешиты на колею 1524 мм.

## Пассажирское сообщение
На станции останавливаются пригородные поезда, следующие от станции Черновцы до конечных станций Ларга и Сокиряны, а также фирменный пассажирский поезд «Буковина», в составе которого раз в неделю следует беспересадочный вагон Киев — Бухарест.
В километре от станции, на Центральной улице, находится автовокзал «Новоселица», где останавливаются транзитные междугородные автобусы, следующие из Черновцов до Бердичева и Каменца-Подольского.